# جياني سيرا
جياني سيرا (1934 - 3 سبتمبر 2020)، هو مخرج وكاتب سيناريو إيطالي.